# ルキウス・ウァレリウス・フラックス (紀元前86年の補充執政官)
ルキウス・ウァレリウス・フラックス（ラテン語: Lucius Valerius Flaccus、 - 紀元前85年）は紀元前2世紀後期・紀元前1世紀初期の共和政ローマの政治家・軍人。紀元前86年に補充執政官（スフェクト・コンスル）を務めた。

## 出自
フラックスは、ローマで最も著名なパトリキ（貴族）であるウァレリウス氏族の出身である。ウァレリウス氏族の祖先はサビニ族であり、王政ローマをロームルスとティトゥス・タティウスが共同統治した際に、ローマへ移住したとされる。その子孫に共和政ローマの設立者の一人で、最初の執政官であるプブリウス・ウァレリウス・プブリコラがいる。その後ウァレリウス氏族は継続的に執政官を輩出してきた。特にフラックス家は紀元前3世紀中盤から紀元前1世紀中盤まで活躍し、メッサラ家と並んでウァレリウス氏族の中でも最も繁栄した。
フラックス家は6代に渡り執政官を出している。本記事のフラックスの父のプラエノーメン（第一名、個人名）はおそらくガイウス、祖父はルキウスである。父ガイウスに関しては何も記録がない。祖父ルキウスは紀元前152年の執政官、曾祖父ルキウスは紀元前195年の執政官で、紀元前184年にはマルクス・ポルキウス・カト・ケンソリウスと共に監察官を務めた。さらに高祖父プブリウスは紀元前227年の執政官、その父ルキウスは紀元前261年の執政官であり、フラックスのコグノーメン（第三名、家族名）を使ったのは彼が最初と思われる。
紀元前93年の執政官ガイウス・ウァレリウス・フラックスは兄、紀元前100年の執政官ルキウス・ウァレリウス・フラックスは従兄弟、紀元前131年の執政官ルキウス・ウァレリウス・フラックス は叔父にあたる。

## 経歴

### 補充執政官就任まで
フラックスに関する最初の記録は紀元前99年のものである。その時フラックスはアエディリス・クルリス（上級按察官）であったが、護民官ガイウス・アップレイウス・デキアヌスに裁判にかけられた。デキアヌスが護民官に就任したのは12月10日であり、おそらくすぐに告訴されたと思われるため、フラックスは紀元前99年に上級按察官を務めていたと推定される。この場合、従兄弟ルキウスが執政官であった際に按察官選挙に立候補したことになり、おそらく罪状は選挙違反であろう。裁判の結果は不明であるが、その後のフラックスの経歴から判断して、無罪となったと思われる。
フラックスがプラエトルに就任したのは、紀元前93年と思われる。キケロの演説の中に、クァエストル（財務官）のマルクス・アウレリウス・スカウルスがルキウス・フラックスを告発することができなかったという部分がある。現代の研究者はこれは本記事のフラックスで、前法務官としてアシア属州総督を務めていたときの出来事と推定している（紀元前92年）。アシア属州の都市は、フラックスに敬意を表して競技会を開催することとし、そのためにお金を集めたと考えられている。この金はスルリの街に保管され、後に彼の息子が受け取った。
遅くとも紀元前87年半ばまでには、フラックスはルキウス・コルネリウス・スッラと内戦を繰り広げていたマリウス派に加わり、オスティア・アンティカを攻撃し、ここを占領した。紀元前86年1月、執政官に選出されていたマリウスが死去するが、もう一人の執政官ルキウス・コルネリウス・キンナはフラックスを補充執政官に任命した。執政官任期中、フラックスは危機的状況にあった負債を緩和する法律を制定した。この法律は借金の1/4を、銀貨ではなく銅貨で支払うことで、借金を完済したとみなすものであった。サッルスティウスはこの法案を称賛している。一方でパテルクルスは「最も不名誉」としている。評価はどうであれ、フラックスの法律は、深刻な問題を解決することに役立った。

### 東方作戦と最期
一方でマリウスと敵対するスッラは、紀元前87年からバルカン半島でポントス王ミトリダテス6世と戦っていた。紀元前86年、2年連続で執政官に就任したキンナは、フラックスに2個ローマ軍団を与えて、バルカン半島に派遣した。この遠征の目的は不明である。プルタルコスとアッピアノスは、公式な任務はミトリダテスと戦うこととなっていたが、真の目的はスッラとの戦いであったと書いている。しかし現代の研究者は、スッラと戦うには兵力が少なすぎると考えている。ヘラクレアのメムノンによれば、元老院の権威を認めているのであれば、スッラと協力して戦わなければならなかったと述べている。現代の歴史学者は、もしミトリダテスと戦うのであれば、スッラがギリシアを占領している間に、フラックスは小アジアへ迂回上陸し、ミトリダテスの側面を突くべきだったと示唆している。
何れにせよ、この作戦は大失敗であった。ブルンディシウムからギリシアへ渡る際、ローマ艦隊は嵐とミトリダテスの艦隊との戦闘で大きな損害を受けた。さらには、上陸後直ぐに、先遣部隊がスッラの側に回った。スッラは自軍主力をフラックスに向かって移動させた。両軍はテッサリアのメリティア近くで遭遇したが、しばらく睨み合った後にフラックスは北方のマケドニアへ、スッラは南方のボイオティアへと軍を移動させた。その理由は正確には知られていない。ポントス軍に対する共同作戦の合意ができたのか、あるいは単に戦う時期を遅らせたかである。加えて、フラックスは自軍の兵がスッラ側に寝返るのを避けるという理由もあっただろう。
フラックスはマケドニアを通過してビュザンティオンに至り、さらにボスポラス海峡を渡って小アジアに侵攻し、カルケドンを占領した。しかしビュザンティオンに到着した時点で、フラックスはレガトゥス（副司令官）のガイウス・フラウィウス・フィンブリアとの間に問題を抱えていた。フィンブリアは暴力的な気質、横柄さと残酷さで知られていた。フィンブリアは軍付きのクァエストル（財務官）と口論となり、フラックスが自分に不利な裁定を下したために恨みを抱いていた。フラックスが渡海した後、ビュザンティオンに残っていたフィンブリアはフラックスが戦利品の一部を隠し持っているといいたてて、兵士を反発させた。これを知ったフラックスはビュザンティオンに引き返したが、反乱を抑えることはできなかった。フラックスは脱出せざるを得なくなり、まずはカルケドンへ、続いてニコメディアへ向かった。反乱兵はフラックスを追跡し、フラックスはニコメディアの井戸に隠れていたが、引きずり出されて殺害された。切断されたフラックスの首は海に投げ込まれ、遺体は埋葬されることなく放置された。

## 子孫
フラックスには同名の息子がおり、紀元前63年に法務官を務めている。

## 参考資料

### 古代の資料
- アウレリウス・ウィクトル『共和政ローマ偉人伝』
- アッピアノス『ローマ史』
- ウェッレイウス・パテルクルス『ローマ世界の歴史』
- カピトリヌスのファスティ
- オロシウス『異教徒に反論する歴史』
- アウルス・ゲッリウス『アッティカ夜話』
- プルタルコス『対比列伝』
- ガイウス・サッルスティウス・クリスプス『カティリナ戦記』
- マルクス・トゥッリウス・キケロ『フラックス弁護』
- マルクス・トゥッリウス・キケロ『カエキリウスの占い』

### 研究書
- Korolenkov A., Smykov E. Sulla. - M .: Molodaya gvardiya, 2007 .-- 430 p. - ISBN 978-5-235-02967-5 .
- Broughton R. Magistrates of the Roman Republic. - New York, 1952. - Vol. II. - P. 558.
- Münzer F. Valerius 162ff // Paulys Realencyclopädie der classischen Altertumswissenschaft . - 1955. - Bd. VIII A, 1. - Kol. 3-5.
- Münzer F. Valerius 178 // Paulys Realencyclopädie der classischen Altertumswissenschaft . - 1955. - Bd. VIII A, 1. - Kol. 25-30.
- Volkmann H. Valerius // Paulys Realencyclopädie der classischen Altertumswissenschaft . - 1948. - Bd. VII A, 1. - Kol. 2292-2296.
- Volkmann H. Valerius 89 // Paulys Realencyclopädie der classischen Altertumswissenschaft . - 1948. - Bd. VII A, 1. - Kol. 2311.